# Gmina Prozor-Rama
Gmina Prozor-Rama (boś. Općina Prozor-Rama) – gmina w Bośni i Hercegowinie, w kantonie hercegowińsko-neretwiańskim. W 2013 roku liczyła 14 280 mieszkańców.